# Sông Thao (Trung Quốc)
Sông Thao (tiếng Trung: 洮河; Hán-Việt: Thao hà; bính âm: Táo hé) là một phụ lưu của Hoàng Hà, Trung Quốc. Sông khởi nguồn từ dãy núi Tây Khuynh, gần ranh giới hai tỉnh Cam Túc và Thanh Hải, chảy về phía đông ngang qua châu tự trị dân tộc Tạng Cam Nam, sau đó chuyển hướng về phía bắc dọc theo ranh giới giữa địa cấp thị Định Tây ở phía đông với châu tự trị dân tộc Tạng Cam Nam và châu tự trị dân tộc Hồi Lâm Hạ ở phía tây, sau cùng thì đổ vào hồ chứa nước Lưu Gia Hạp gần thành phố cấp huyện Lưu Gia Hạp (huyện lỵ huyện Vĩnh Tĩnh, châu tự trị dân tộc Hồi Lâm Hạ).
Nhật Bản và Trung Quốc đang thảo luận xây dựng một nhà máy thủy điện công suất 66MW trên sông Thao.